# اوبرهلدرونگن
اوبرهلدرونگن (به آلمانی: Oberheldrungen) یک شهر در آلمان است که در کوفهویزرکرایس واقع شده‌است. اوبرهلدرونگن ۹۴۸ نفر جمعیت دارد.